# 蘭陽發電廠圓山機組
蘭陽發電廠圓山機組，為一座位於臺灣宜蘭縣三星鄉員山村的水力發電廠，該發電廠最早建於日治時期，當時稱為圓山水力發電所戰後國民政府接收時稱為圓山發電廠，後台灣電力公司成立蘭陽發電廠並將該廠納入旗下管理，發電廠全名也改成台灣電力股份有限公司蘭陽發電廠圓山機組。廠區坐落在蘭陽溪與清水溪的匯流處。

## 沿革

### 日治時期
臺灣日治時期末期，因工業逐漸奠定，台灣電力株式會社亦開始擴充供電區域，各地水力工程不斷擴大。為擴充電源，計劃利用宜蘭濁水溪（蘭陽溪）上游水力興建水力發電廠。
於昭和14年（1939年）發電廠動工，1940年8月所有工程為颱風所毀，致全部工程延宕。昭和16年（1941年）12月竣工發電。

### 戰後至今
戰後，圓山水力發電所由臺電公司接手，改名為圓山發電廠並繼續進行商轉發電。
2002年，圓山發電廠建置自動化遙控設備，自此改為無人駐廠之發電廠，並與天埤機組整併為蘭陽發電廠，而圓山發電廠便改為圓山機組，其機組之控制由天埤機組室進行遠端遙控機組之開關。。

## 設施
圓山機組為川流式發電廠，引蘭陽溪溪水發電，取水位置在蘭陽溪牛鬥橋上游約2.3公里處，以約2公里長的鐵絲籠構築的臨時壩攔取河水流向取水庭，再以喇叭式水槽連接進水
閘門引至沉砂池後，經5公里長引水隧道送水到前池，二支直徑2.3公尺的壓力鋼管斜度20-48度，上段長50公尺、直徑2.3公尺，下段長73公尺、直徑2.0公尺。共有二部機組，為德國Voith製豎軸法蘭西斯式FSS-V型水輪機二部，有效水頭70.5公尺，各機出力14500HP、最大用水量18.1秒立方公尺（CMS），搭配德國AEG製發電機二部出力各為9MW，總裝置容量計18MW。發電後尾水則經馬蹄形隧道及矩型隧道至天送埤發電廠進水口發電用。

### 機組
| 名稱   | 發電機型號                | 水輪機型號                      | 機組數量 | 發電方式 | 有效落差（公尺） | 單一機組用水量（CMS） | 容量（MW） | 位置               | 商轉日期   | 狀態   |
| ------ | ------------------------- | ------------------------------- | -------- | -------- | ---------------- | --------------------- | ---------- | ------------------ | ---------- | ------ |
| 一號機 | 德国AEG製交流式同步發電機 | 德国Voith製豎軸法蘭西斯式水輪機 | 1        | 川流式   | 70.5             | 18.1CMS               | 9MW        | 宜蘭縣三星鄉員山村 | 1941年12月 | 商轉中 |
| 二號機 | 德国AEG製交流式同步發電機 | 德国Voith製豎軸法蘭西斯式水輪機 | 1        | 川流式   | 70.5             | 18.1CMS               | 9MW        | 宜蘭縣三星鄉員山村 | 1941年12月 | 商轉中 |

### 管理
- 電廠名稱：蘭陽發電廠圓山機組
- 管理單位：臺灣電力公司蘭陽發電廠
- 廠內編制：無（遠端遙控）

### 設施
- 廠房類型：半地下式
- 取水來源：蘭陽溪（臨時土堤）
- 壓力鋼管：兩條，直徑2.3公尺的壓力鋼管斜度20-48度，上段長50公尺、直徑2.3公尺，下段長73公尺、直徑2.0公尺

## 圖集

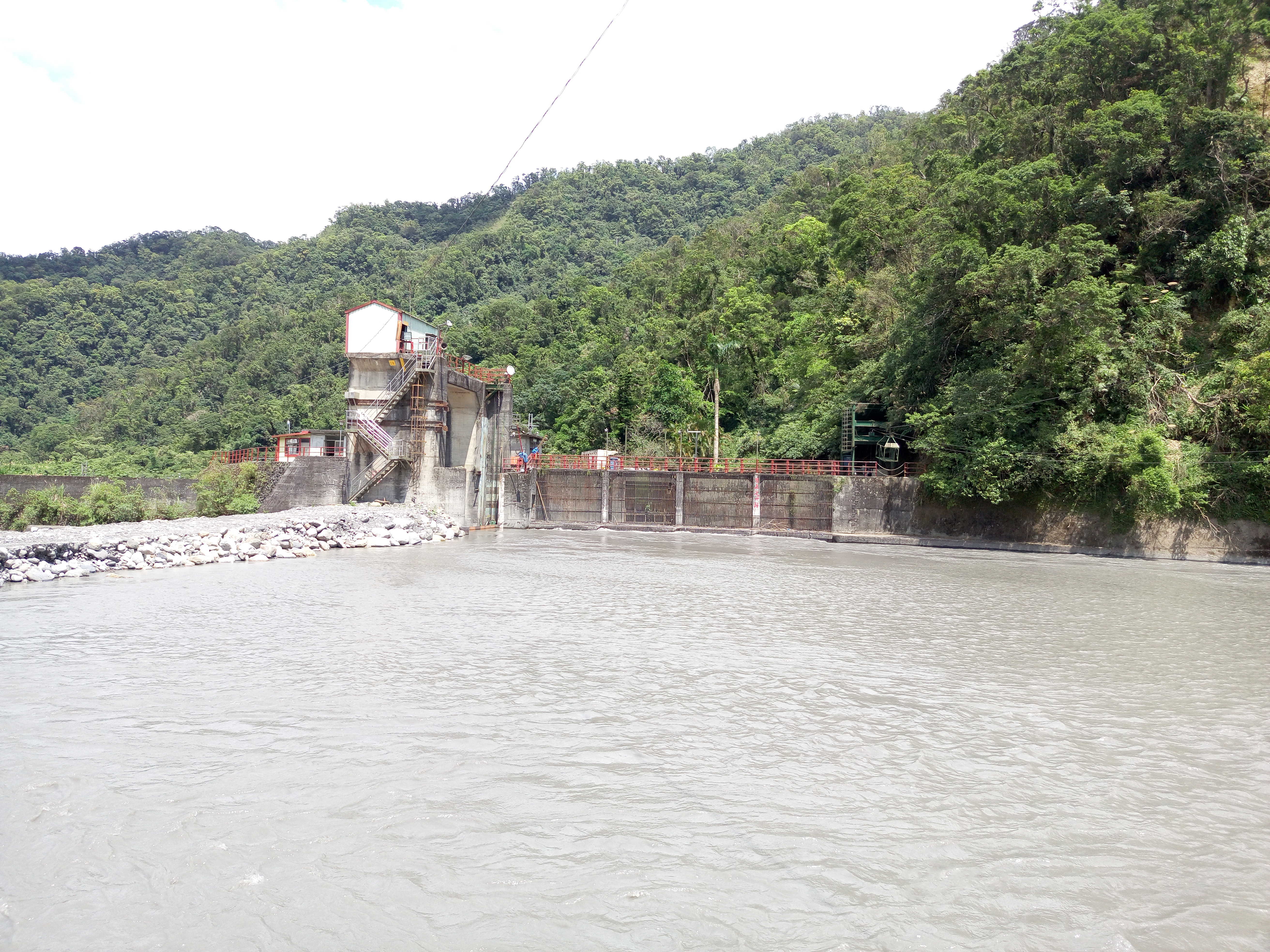
圓山機組蘭陽溪進水口攔汙閘
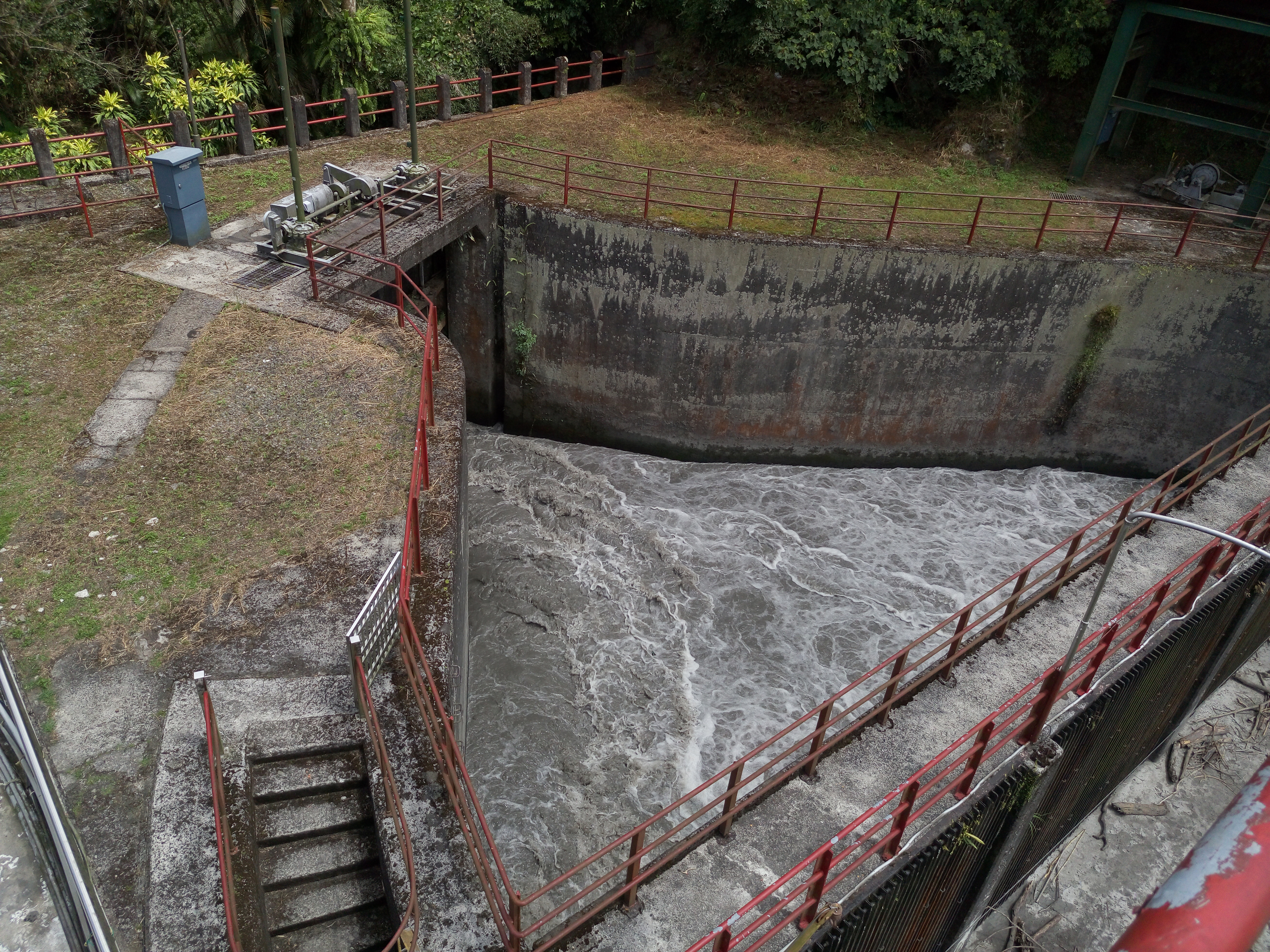
圓山機組進水口頭水隧道起點
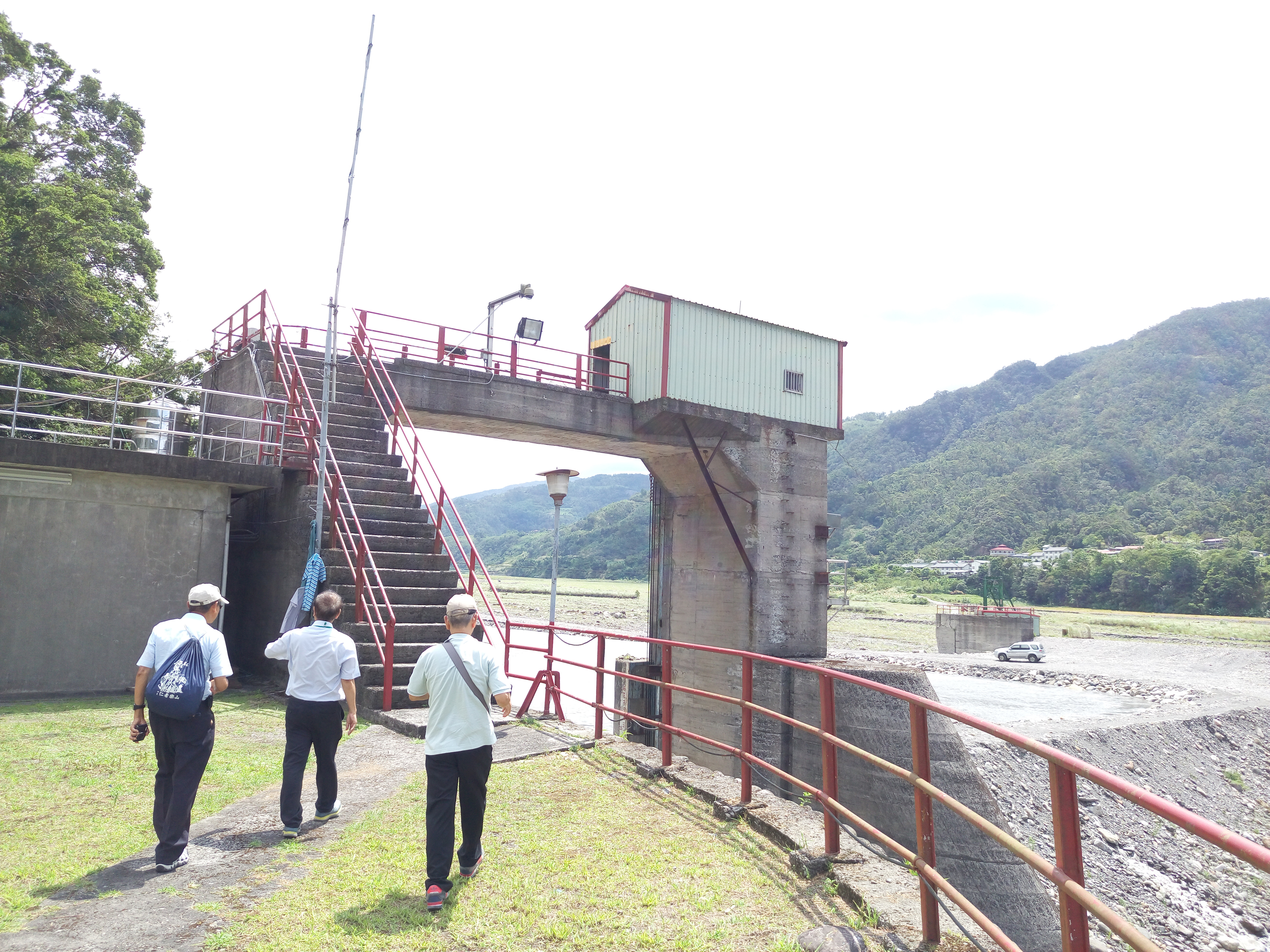
圓山機組進水口排沙門
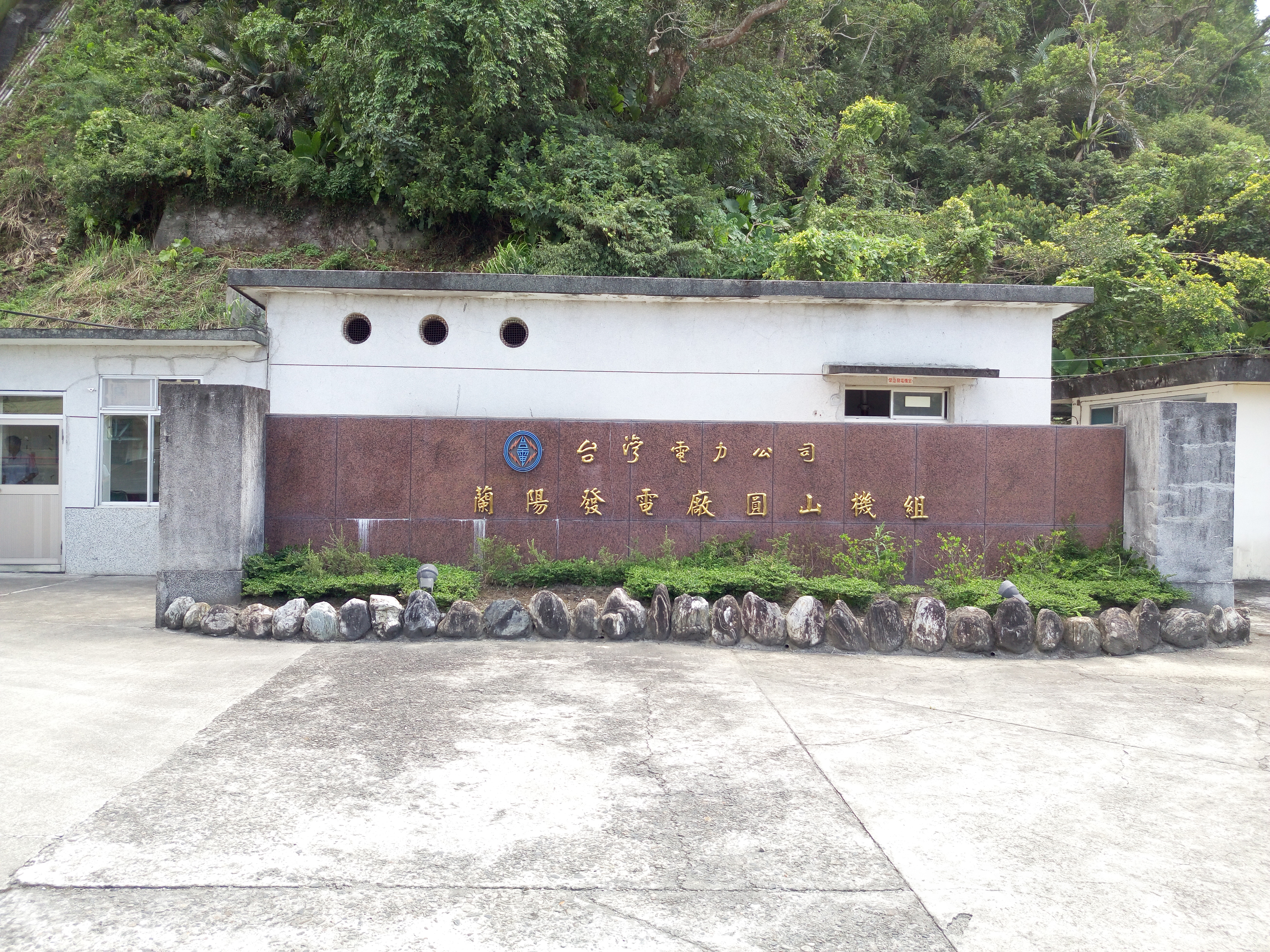
入廠標題
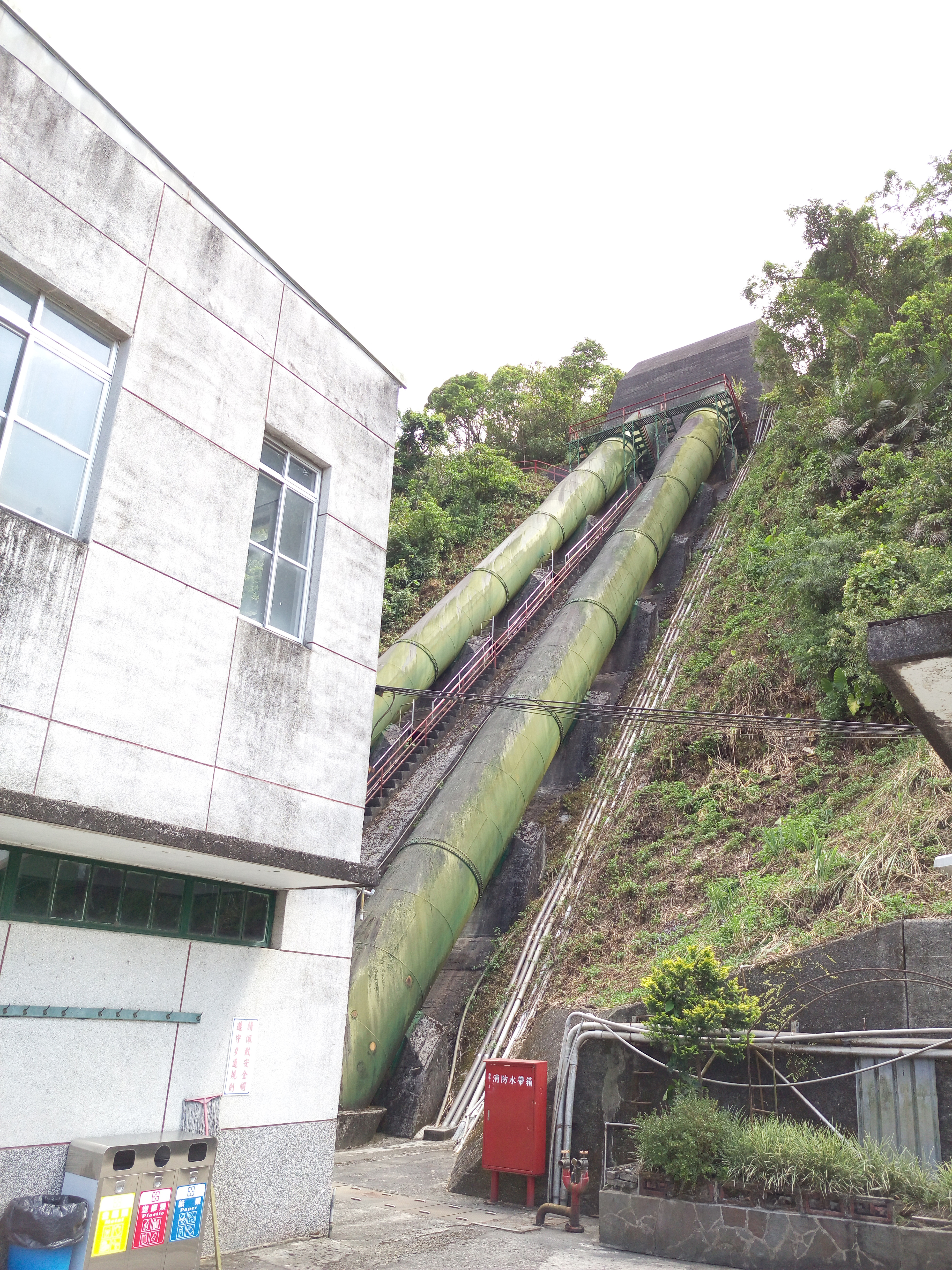
圓山機組壓力鋼管
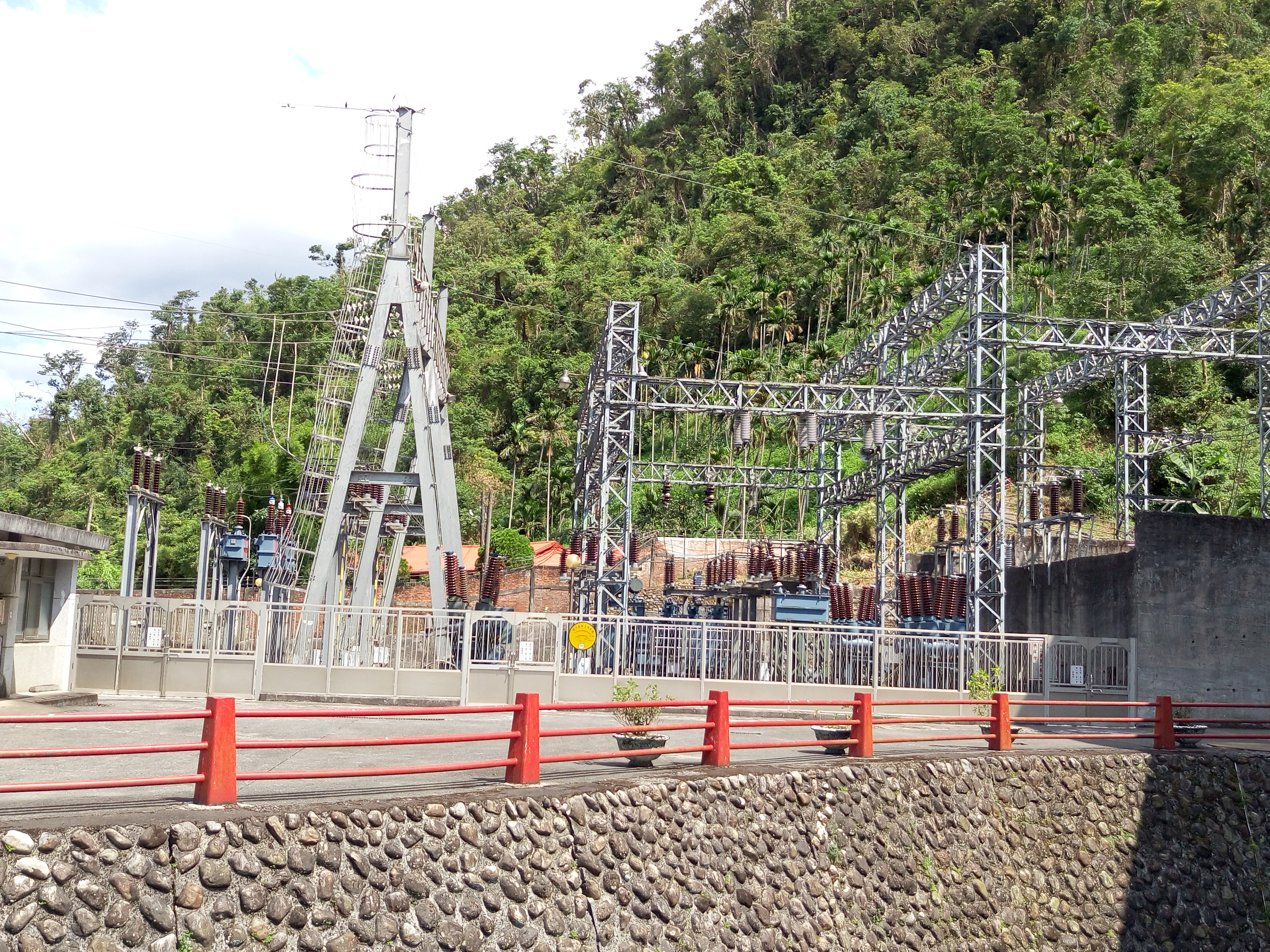
開關場
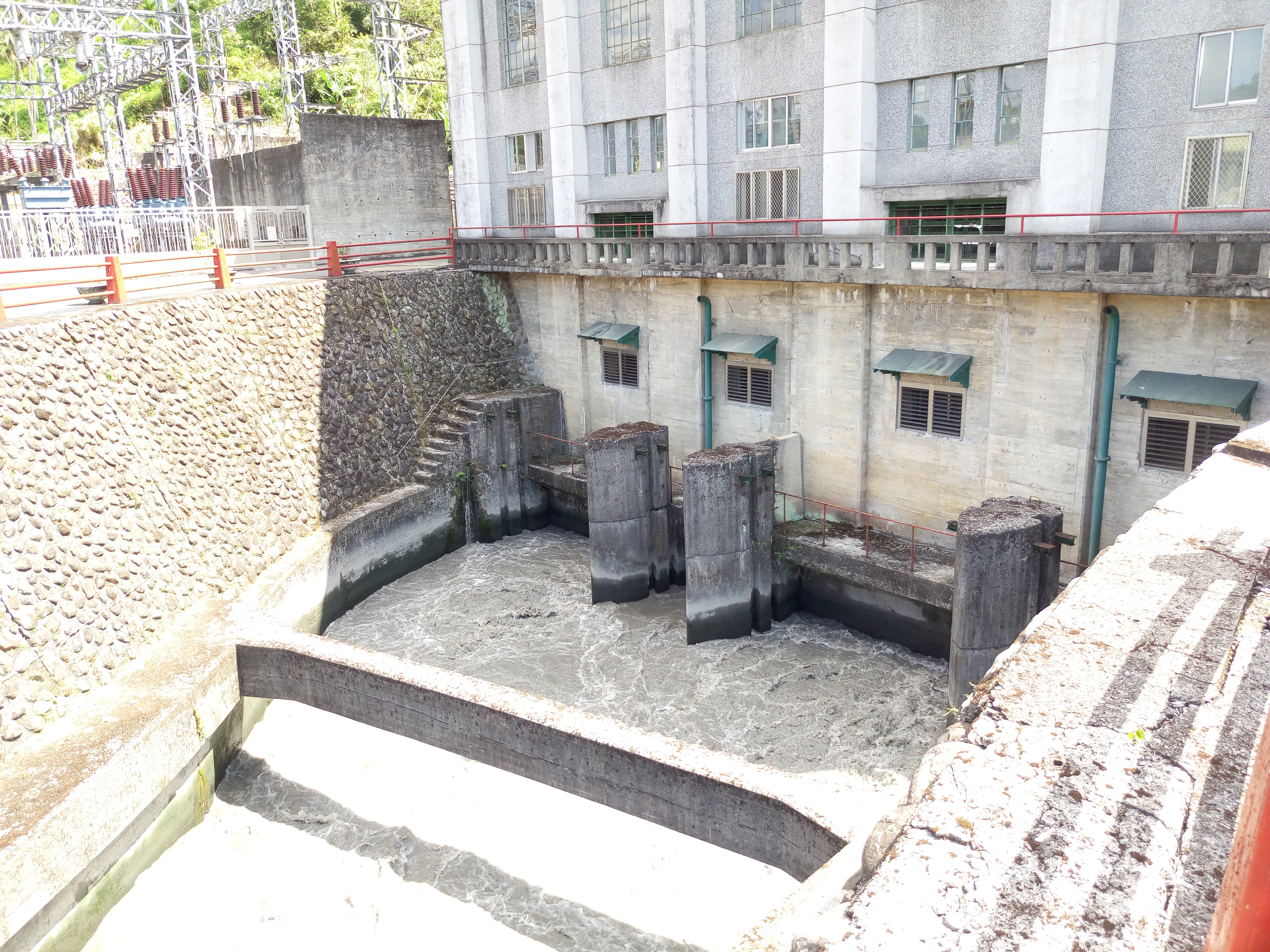
尾水出口
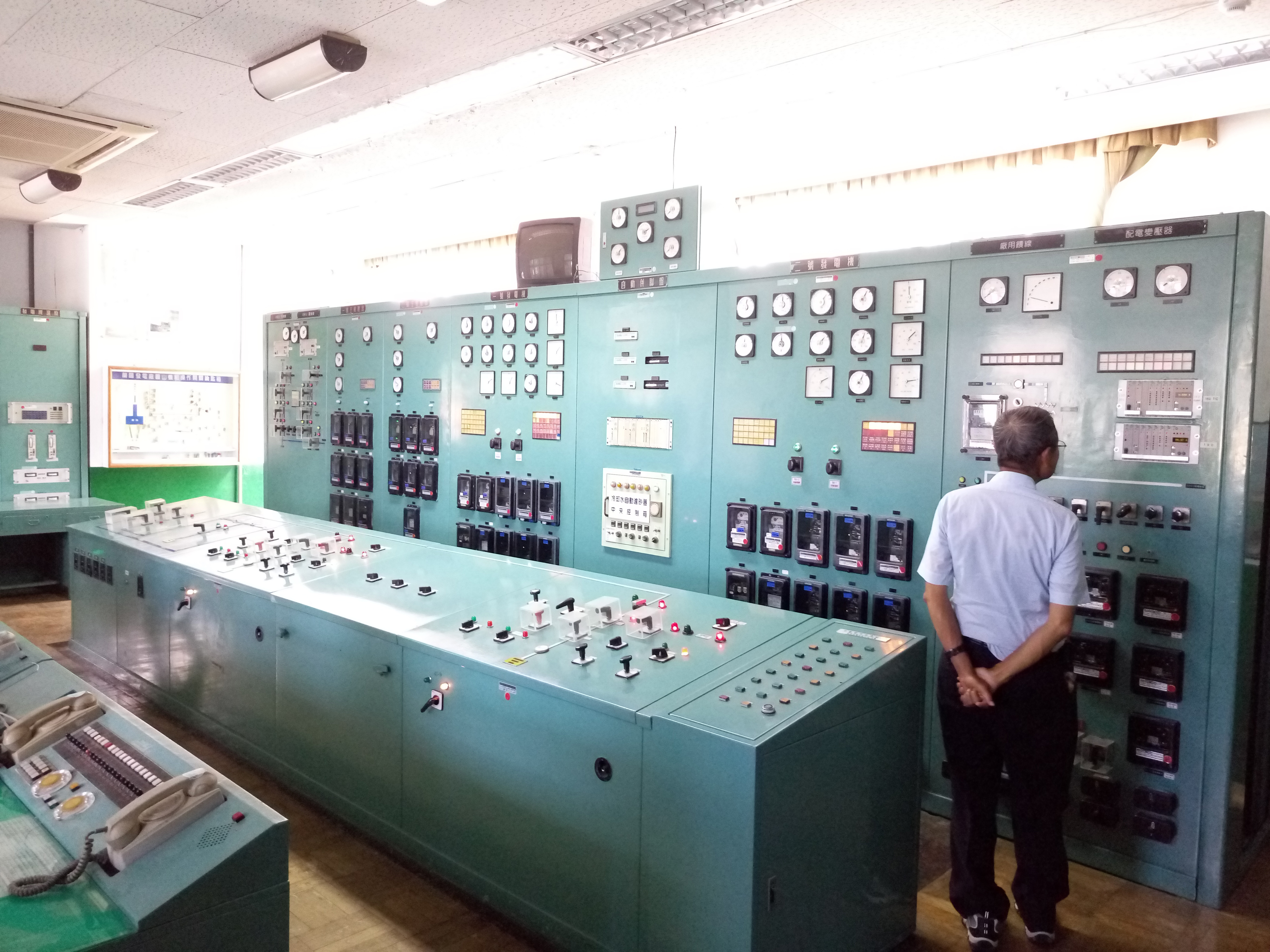
圓山機組控制室
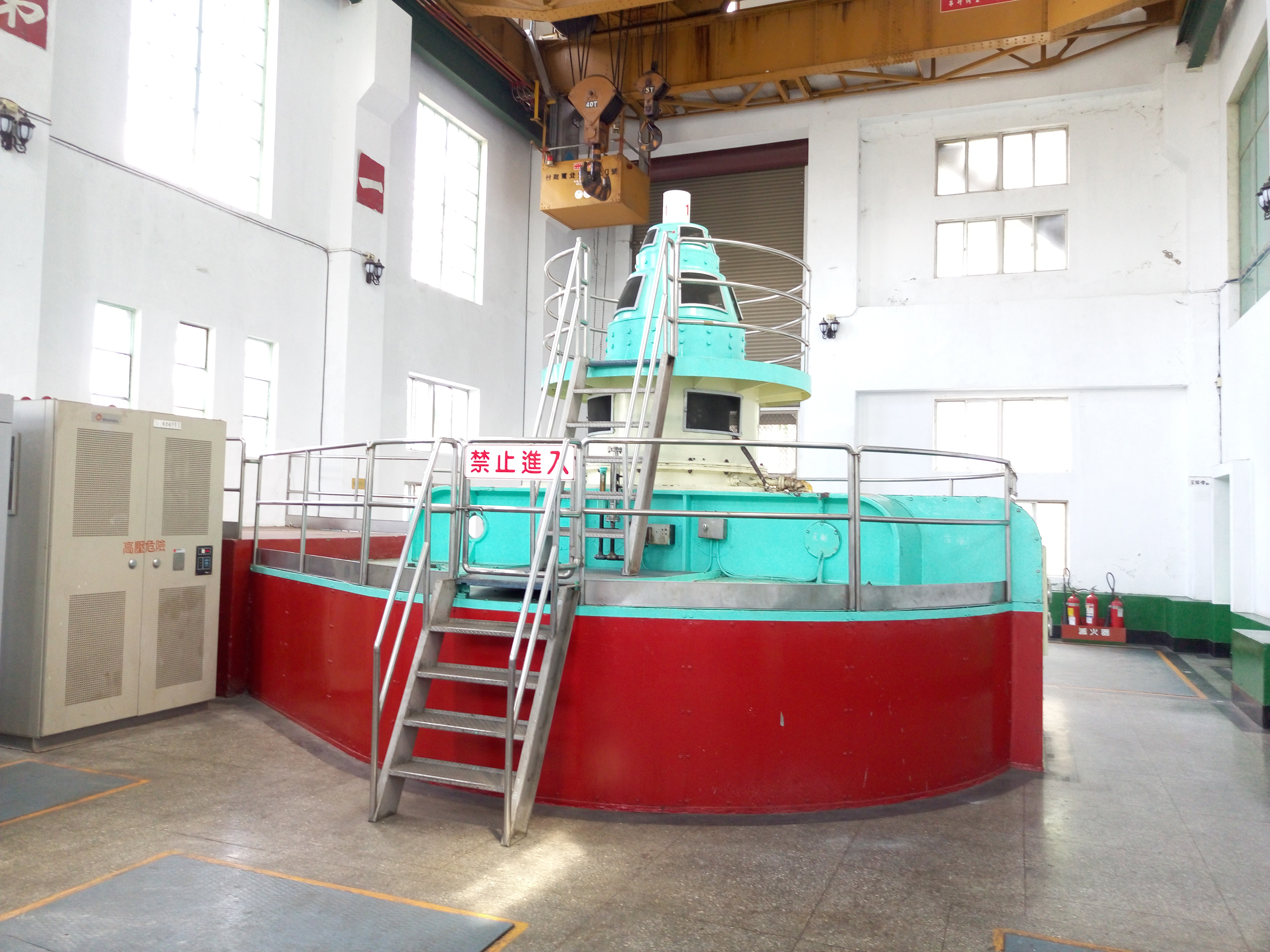
1號發電機
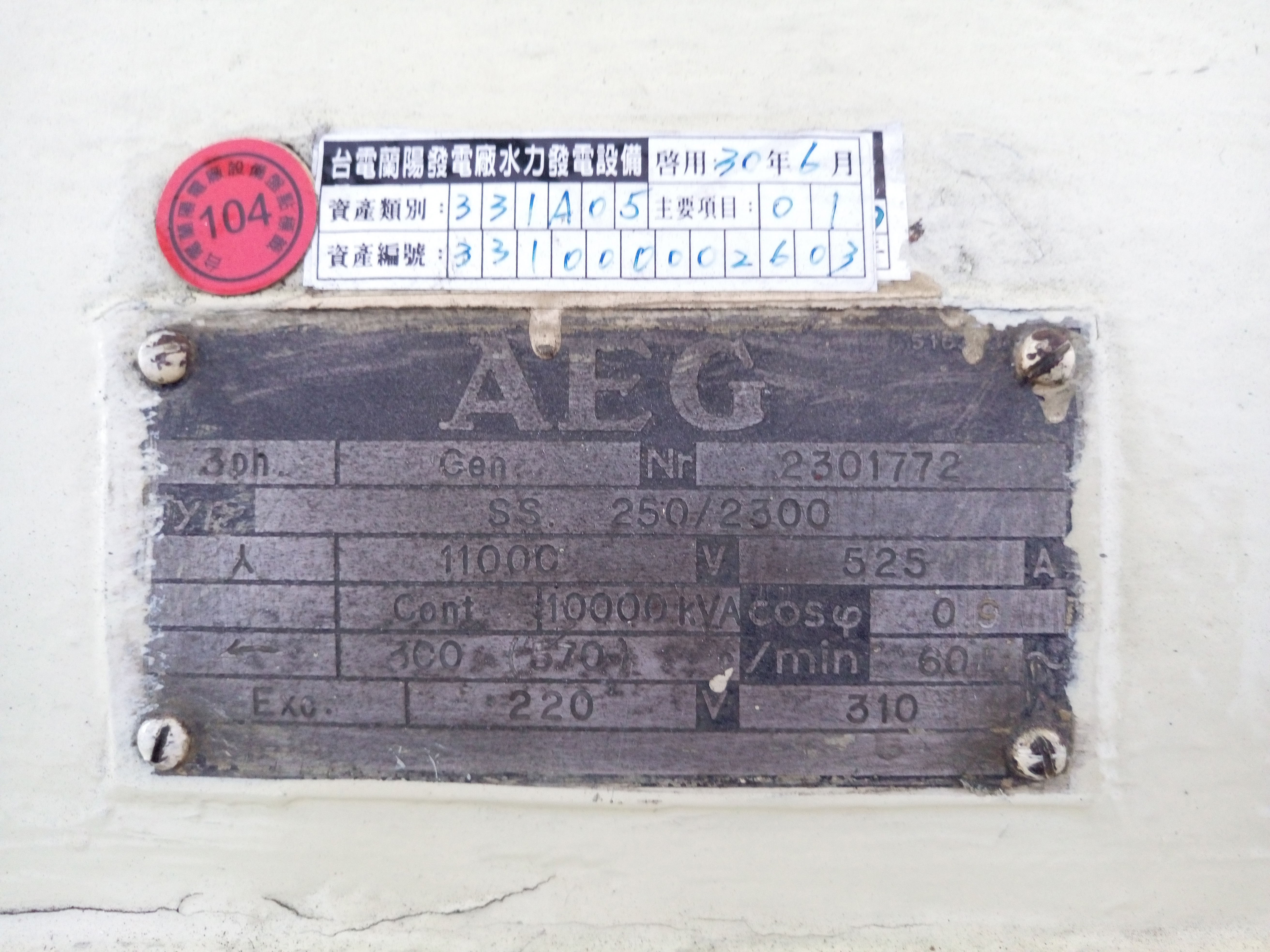
1號發電機銘板
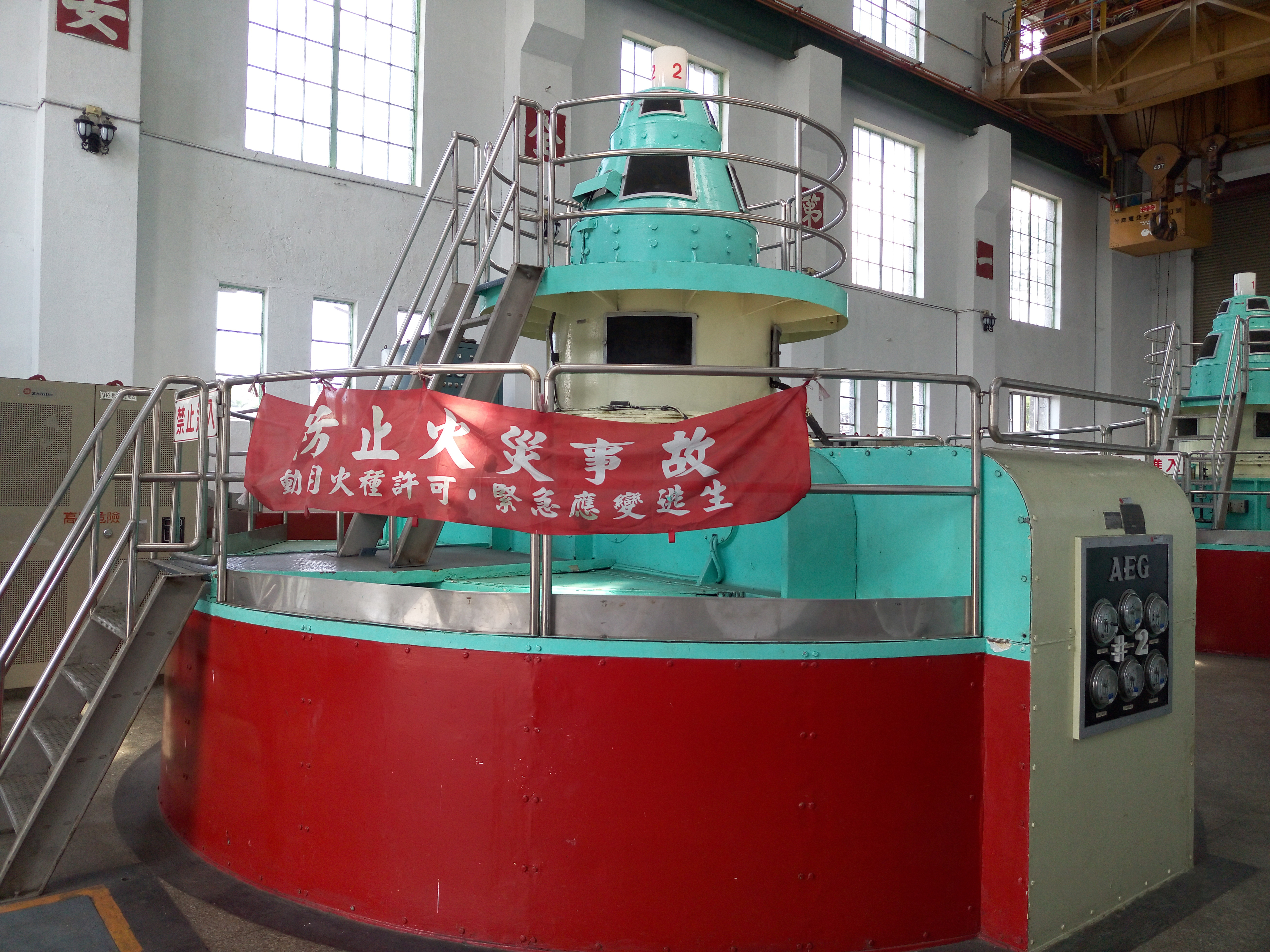
2號發電機
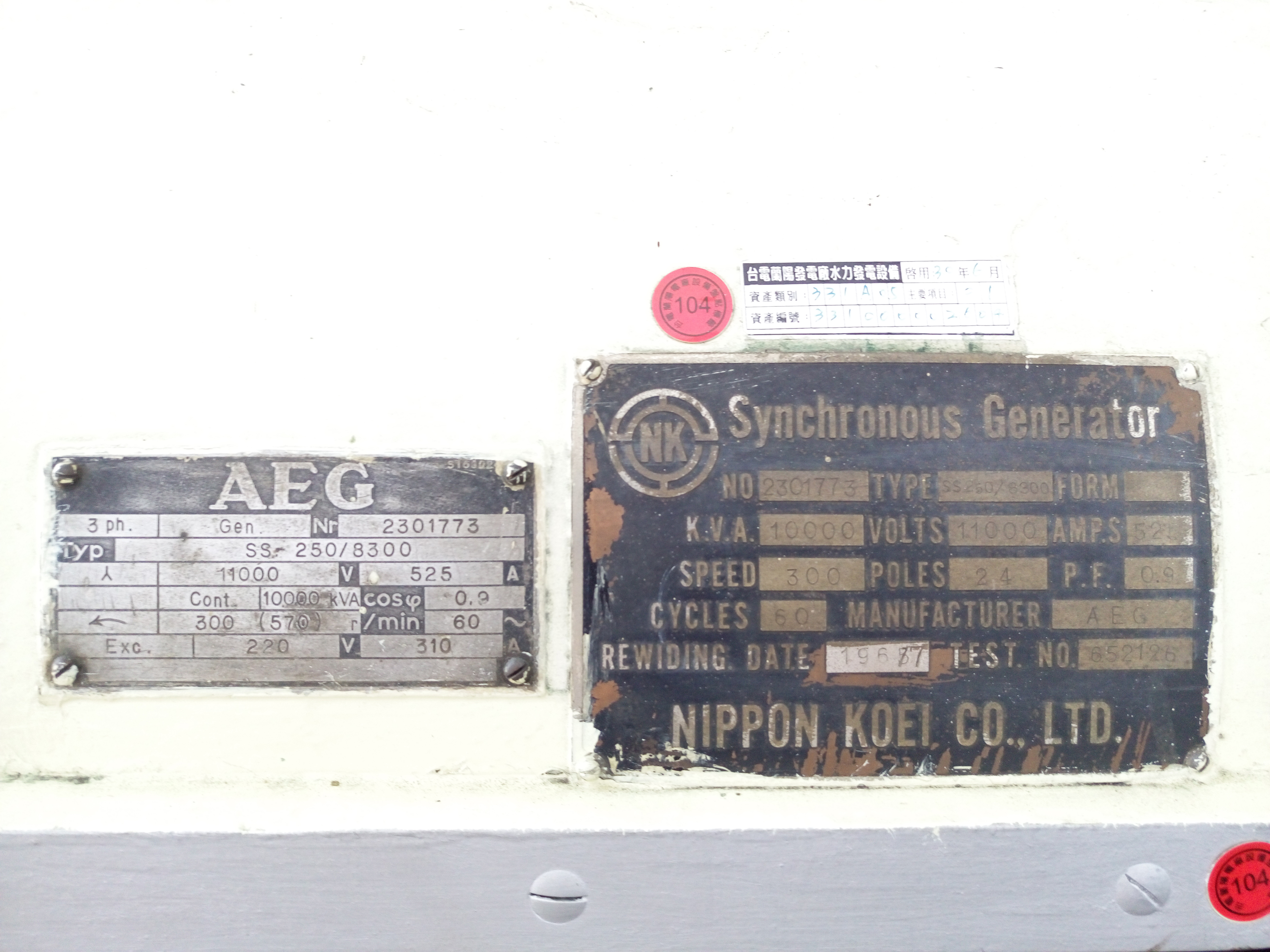
2號發電機銘板
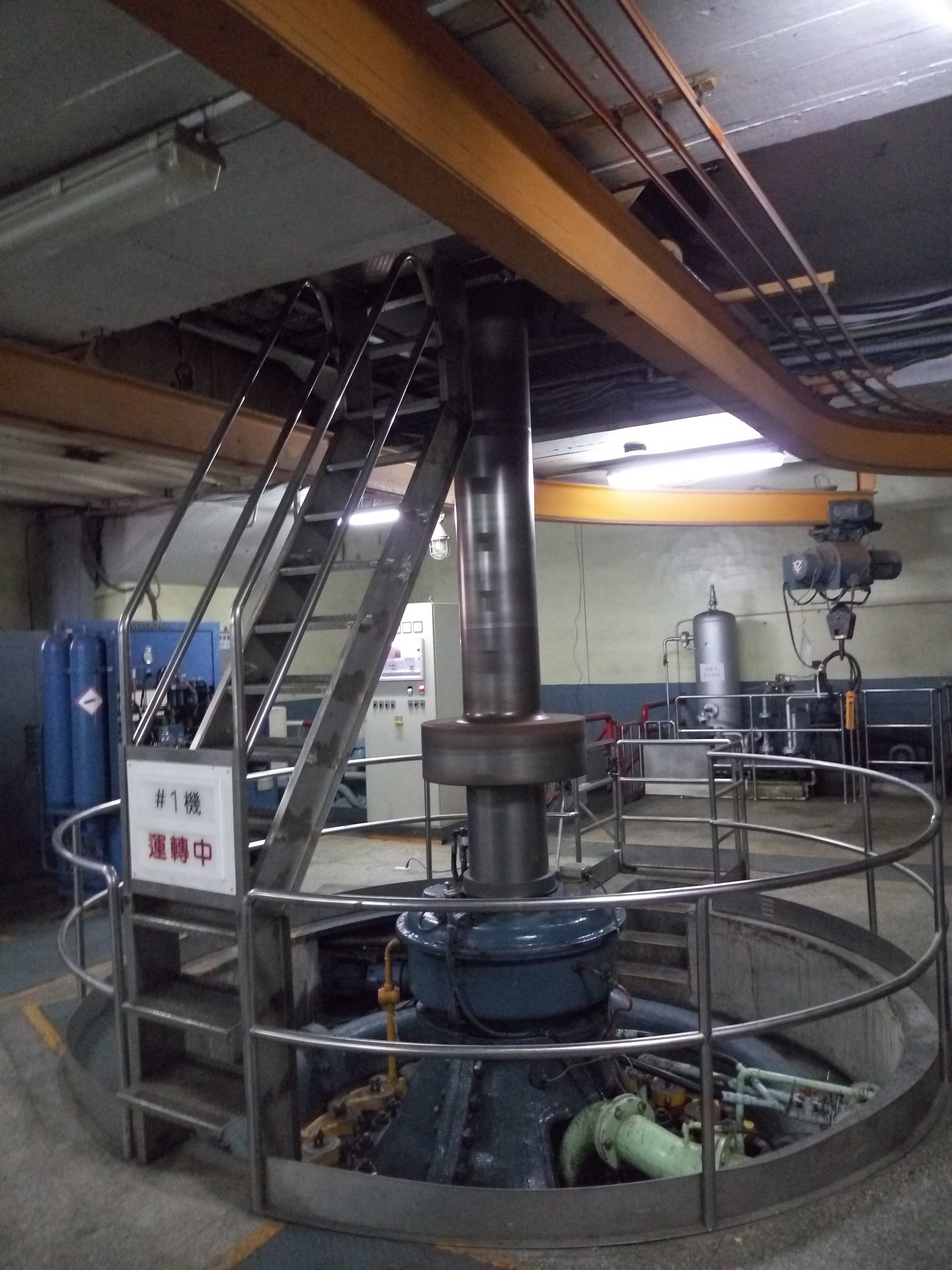
1號水輪機與發電機中間軸
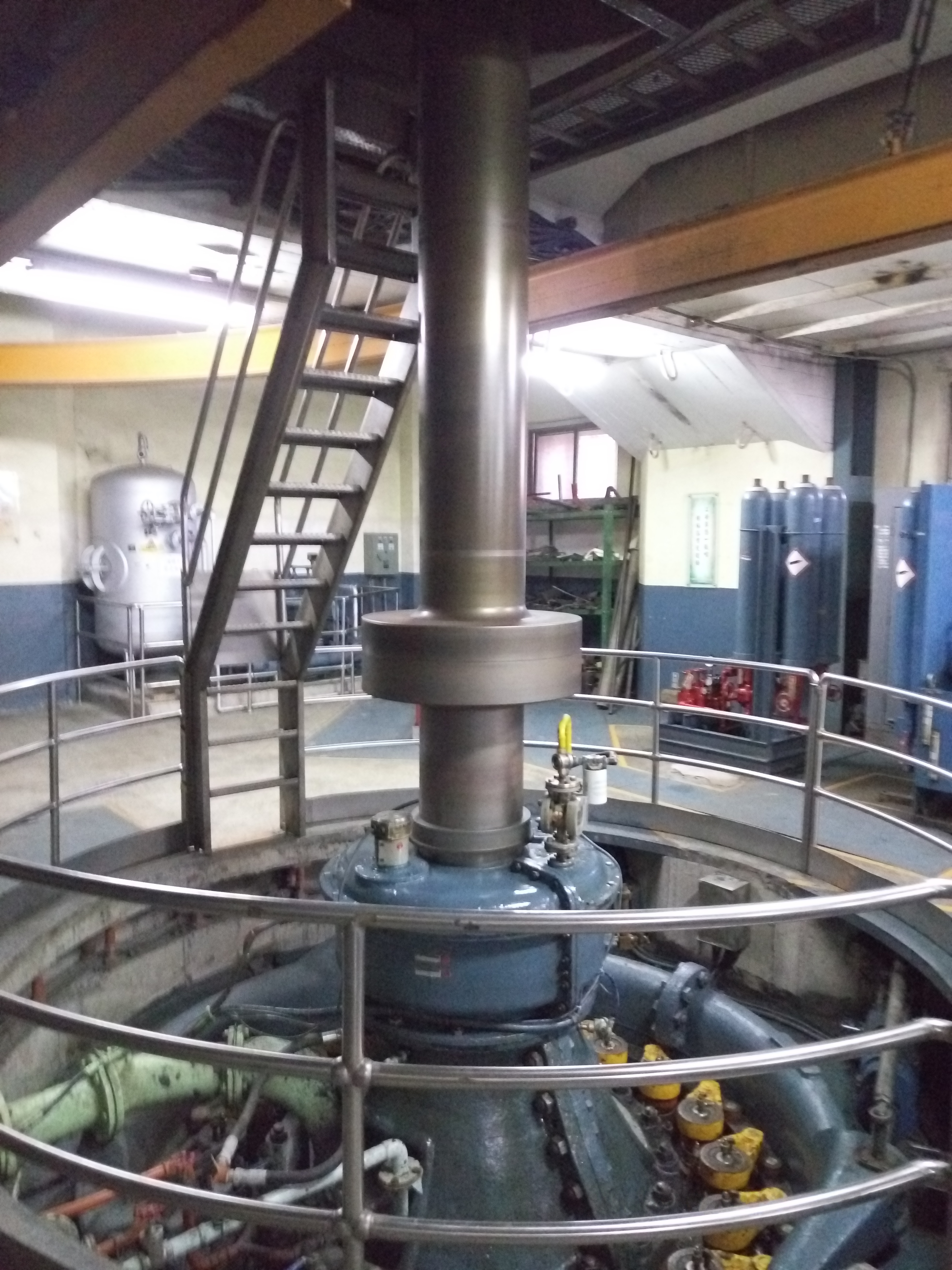
2號水輪機與發電機中間軸
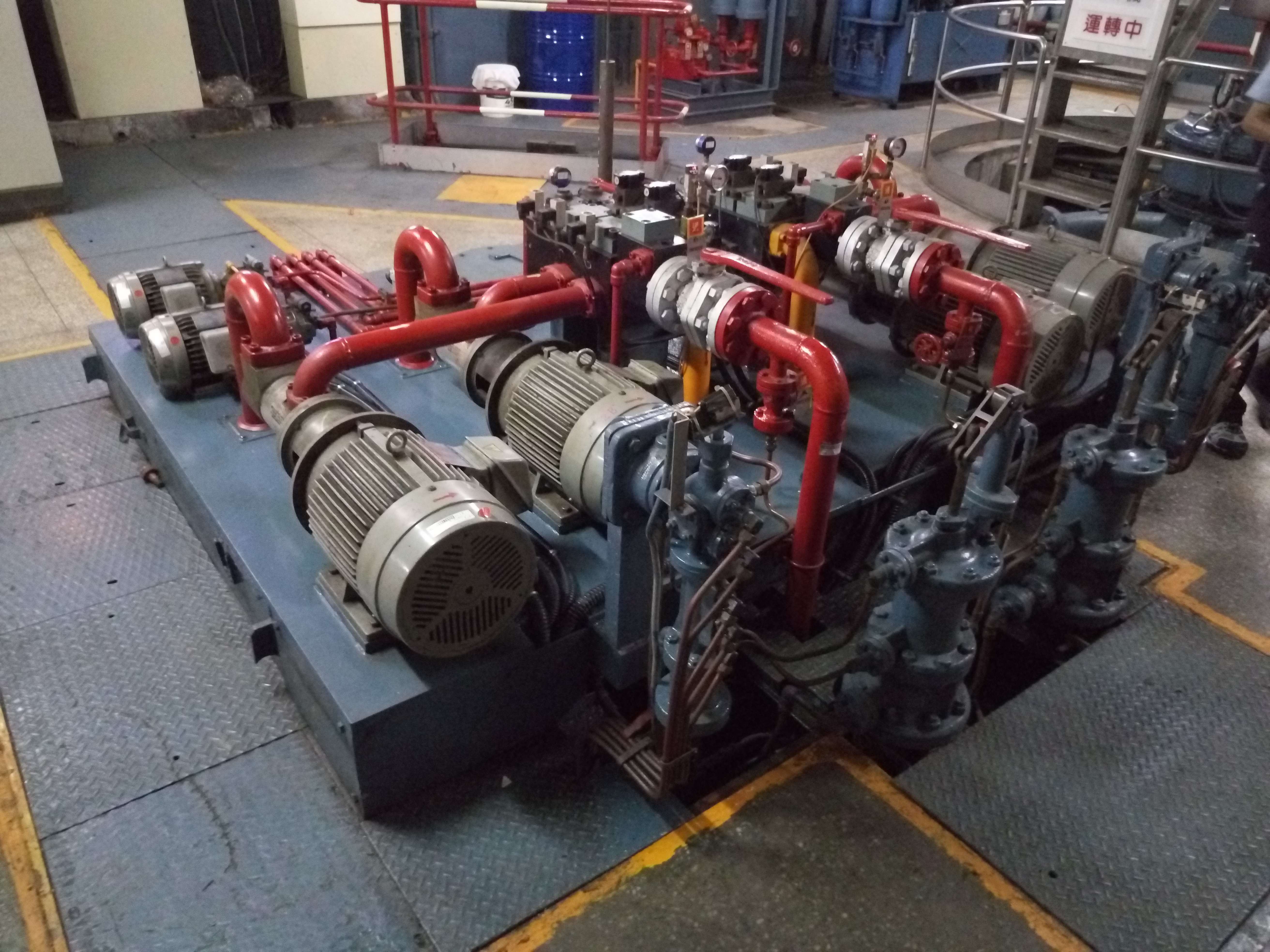
冷卻水系統